# Juan de la Cueva Villavicencio
Juan de la Cueva Villavicencio (Jerez de la Frontera, 1565 - Lima, 13 de septiembre de 1626), fue un noble y funcionario colonial español, que ocupó altos cargos políticos en el Virreinato del Perú. En tres ocasiones fue elegido alcalde ordinario de Lima.

## Biografía
Sus padres fueron Pedro Camacho Villavicencio y de la Cueva, descendiente del célebre Beltrán de la Cueva y perteneciente por lo tanto a la Casa de Alburquerque, y Catalina Cabeza de Vaca. Establecido en Lima desde fecha incierta, contrajo matrimonio, pero requerido por intereses familiares, viajó a España, donde fue incorporado a la Orden de Calatrava (1604).
A su regreso, fue elegido alcalde ordinario de Lima (1608). Posteriormente obtuvo aprobación del Cabildo para efectuar algunas operaciones bancarias. Fue además corregidor de Huánuco (1611-12), nuevamente alcalde de Lima (1616 y 1626), pero en la última oportunidad alegó achaques de salud para justificar su renuncia, hallándose en Tarma.

## Matrimonio y descendencia
Casado en Lima, con la criolla María Magdalena de Estupiñán Figueroa y Ribera, nieta del conquistador Nicolás de Ribera, tuvo la siguiente descendencia:
- Pedro Camacho de la Cueva Estupiñán
- José Camacho de la Cueva Estupiñán.
- Ana de la Cueva Villavicencio Ribera, casada con Francisco de la Presa y de los Ríos. Con sucesión.
- Catalina Cabeza de Vaca y de la Cueva, casada con Alonso de Bustamante y Barreto de Castro. Con sucesión.
- Magdalena de la Cueva Ribera.

| Predecesor: José de Ribera y Dávalos   | Alcalde ordinario de Lima Primer voto 1608  | Sucesor: Juan Dávalos de Ribera   |
| Predecesor: Juan Arévalo de Espinoza   | Alcalde ordinario de Lima Segundo voto 1616 | Sucesor: Diego de Carvajal        |
| Predecesor: Francisco Gutiérrez Flores | Alcalde ordinario de Lima Segundo voto 1626 | Sucesor: Juan de la Cueva el Mozo |